# N. Gottlob
Niels Gottlob (født 19. november 1810 i Ærøskøbing, død 17. september 1903 i København) var en dansk præst og politiker. Gottlob blev student fra Odense i 1829 og cand.theol. i 1836. Han var kortvarigt lærer ved Det Lærde Undervisningsinstitut i Fredericia, herefter personel kapellan i Tikøb, Hellebæk og Hornbæk Sogne 1837-1841, præst i Tømmerby og Lild Sogne 1842-1853 og i Vivild og Vejlby Sogne 1853-1890. Gottlob var medlem af Folketinget 1849-1851 valgt i Thisted Amts 1. valgkreds (Bjergetkredsen). Han nedlagde sit mandat 19. august 1851 og genopstillede ikke sidenhen.